# 哈迪阿旺
丹斯里阿都·哈迪·阿旺（1947年10月20日—），马来西亚政治人物、伊斯兰学者、伊斯兰党主席、登嘉楼州马江国会议员。他曾担任登嘉楼州立法议会鲁仁当议员（1986－2018）。他因对非穆斯林少数群体以及不认同他极端保守宗教观点的马来穆斯林发表煽动性言论而饱受批评，并多次成为马来西亚警方的调查目标。

## 生平

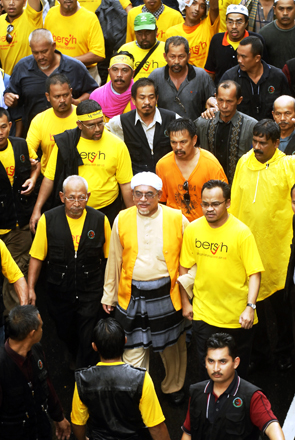
哈迪阿旺参加2007年净选盟大集会

哈迪阿旺曾在1999年至2004年期间出任登嘉楼州务大臣，并在2002年至2004年期间兼任国会反对党领袖。身为伊斯兰党主席的他经常在国内发表极端主义、种族主义等言论。先后毕业于麦地那伊斯兰大学和艾资哈尔大学。
同年2月24日，马来西亚首次发生政治危机，导致时任执政党希望联盟垮台，由慕尤丁领导的国民联盟改朝换代。哈迪阿旺领导的伊斯兰党是首个表态支撑慕尤丁的政党，促成国民联盟的成立。4月2日，哈迪阿旺受委为首相对中东特使，文告也详列出哈迪阿旺担任中东特使（Duta Khas YAB Perdana Menteri ke Timur Tengah Bertaraf Menteri）的资格及头衔，是国盟政府成立后，第一名部长级特使。
哈迪阿旺于同年9月28日接受《大马公报》（Malaysia Gazette）访问时形容，政变危机是他从政逾56年来，最难忘的一件事；他表示：「我和战友们不断奋斗，以至于我睡眠不足，二次被劝请入院。」；「我们的责任就是使他们团结，其次就是不能否决非穆斯林社群，我们不能将他们挡在门外，因为这个社群是我们的一部分。」；「最终，我们找到共同点，以拿回马来人政权及公平对待大家的伊斯兰。」；「我们还成功邀请不极端的非穆斯林与我们同在，所以才成立了国盟政府。」。

## 争议

### 言论
身为伊斯兰党主席的哈迪阿旺经常在国内发表极端主义、种族主义等言论。
- 1981年4月7日，哈迪阿旺在发表“哈迪训示”演讲中说巫统和国阵是像殖民主义者般统治的异教徒政府：“请相信，我们对抗巫统不是因为它的名字是巫统。我们对抗国阵不是因为它长久执政。我们对抗它是因为他保留了殖民主的宪法，保留了异教徒的法律，保留了蒙昧的规则。因此，我们对抗他们。因此，我们面对他们。因此，我们尝试对抗他们。”“我们的斗争是圣战，我们的演说是圣战，我们的捐献是圣战。让我们依靠上苍以面对这些群体，因为假如我们因对抗这些群体而死，我们是以烈士的身份而死。我们以伊斯兰的方式而死。我们不需皈依佛教，我们不需信奉兴都教，我们不需信仰基督教，可是如果我们奉行这些部落的政治和宗教，我们就成为异教徒。”[6]
- 2016年1月18日，哈迪阿旺在党报《哈拉卡》发言指只有没受过教育的人才会信奉基督教[7]，遭到民主行动党吉打里区州议员李政贤炮轰此言论不止没有顾及马来西亚基督徒的感受，而且还破坏宪法赋予人民宗教信仰自由的权利[8][9]。2020年12月19日，两名来自沙巴的基督教徒入禀法庭，起诉哈迪阿旺发表侮辱基督教的煽动言论，更要求法庭宣判哈迪不适合担任政府官职[10][11]。2021年5月7日，高庭批准哈迪阿旺申请，撤销两名来自沙巴的基督教徒起诉他发表煽动言论侮辱基督教的诉讼，承审法官之后也谕令起诉人，各别向哈迪阿旺赔偿5万令吉[12]。
- 2017年12月26日，哈迪阿旺在党报《哈拉卡》指出，我国的内阁阵容应清一色由巫裔穆斯林担纲，并组织成一个受伊斯兰党影响的联邦政府。行动党秘书长兼槟州首席部长林冠英直斥哈迪阿旺撕裂种族及煸动种族情绪，与塔利班没有分別[13][14]。
- 2018年2月4日，哈迪阿旺在槟城甲抛峇底出席一场和印裔非政府组织的对话会时表示，伊党一旦执政，就会推行「双内阁制」—— 由穆斯林担任决策内阁，然后在执行内阁中纳入非穆斯林的技术官僚。哈迪阿旺的双内阁制的建议，引起舆论界哗然，政治评论员更直言，类似建议只会破坏国家团结[15][16]。
- 2018年2月6日，哈迪阿旺在党报《哈拉卡》发表《興都教和基督教實行階級制度》言論，指伊斯兰教早已摒弃“种姓制”，其学者及宗教司等不再被视为圣者，反观兴都教及基督教仍奉行“种姓制”，将牧师当作圣人的言论引起哗然。馬來西亞基督教會理事會總秘書赫爾曼促请哈迪阿旺，收回其言論，並抨擊這是一項毫無道理和偏執的言論。
- 2018年12月25日，哈迪阿旺在英国出席一场对话会，期间和一名男子对话时说，“如果只有居民可以参选（而不包括服务当地居民的人），那么大城市如吉隆坡、怡保、槟城、芙蓉及新山必定会遭民主行动党华裔所垄断。”“届时，他们会将酒精和赌博合法化。因此，选举应该包括德士司机、商人和所有让城市运作的人。”他认为，地方选举必须具有包容性，以便城市不会受到单一种族掌权，如果只有单一种族掌权，那么五一三事件很有可能会重演，当他提到五一三事件时，该男子开始责骂哈迪阿旺，大声谴责他的思维停留在1969年[17][18][19][20]。
- 2019年1月8日，哈迪阿旺撰写一篇题《法律管治：阿拉在哪？》的文章时指出，穆斯林必须由穆斯林领袖所领导，倘若由非穆斯林所主导，结果将会是下地狱[21][22]。砂拉越民主行动党宣传秘书刘强燕形容哈迪阿旺的言论已经“走火入魔”，不仅冲击马来西亚多元民族、宗教与文化的社会价值观，也对伊斯兰教带来负面的影响[23]。财政部长林冠英也抨击哈迪阿旺日益极端[24]。
- 2019年4月1日，哈迪阿旺声称，反对巫统和伊斯兰党合作的人犹如“犹太人”。巫统副主席依斯迈沙比里随后发表「圣战论」：认为"没有一个国家是由少数民族治理，内阁是由行动党主导，所以马来议程被搁置。"两者的言论引起极大争议，评论认为这是伊斯兰党旨在马来社群制造不安和散播恐慌情绪[25]。
- 2020年1月17日，哈迪阿旺发表言论指：“马来精英组织（G25）组织危害回教徒的信仰，比奥玛乌纳恐怖组织更危险。”[26][27]。1月31日，25名该组织成员要求哈迪阿旺对该组织提出的诽谤言论公开道歉，并指责哈迪阿旺的言论毫无根据[28][29][30]。2月19日，前马来西亚驻荷兰大使诺法丽达针对该言论报警[31]。
- 2020年1月26日，在华人农历新年期间，哈迪阿旺呼吁穆斯林社会不要选择非穆斯林来领导政府。他发表「巫裔与穆斯林政府之间就像是牧牛人的关系。若巫裔与穆斯林拒绝让牧牛人掌政，就会由养猪人所领导。[32]」该言论被认为是在侮辱非巫裔民族，引发华裔领袖的不满和炮轰[33][34][35]。
- 2021年1月28日，哈迪阿旺指美国新总统乔·拜登上任对回教国家来说毫无意义，因为拜登将延续亲犹太复国主义的政治路线，他也表示拜登和前任总统唐纳德·特朗普唯一的不同只是在于前者作风较为温和，也较具备外交手腕[36][37]。对此祖国斗士党署理主席马祖基在1月30日告诉《今日自由大马》说：“这不恰当，我们有外交政策，我们必须与所有国家保持良好关系，我们不能批评外国民主。拜登是美国人民选的，而我国的现任政府不是。一个不是由人民选择的政府是不知道如何尊重民主。”[38][39][40]。
- 2021年2月25日，联邦法院做出标志性裁决，法院九司一致裁定，1995年伊斯兰教刑事罪法令（雪兰莪）第28条文，即有关非自然性行为可受惩处的条文违反宪法[41]。3月5日，哈迪阿旺批评法官，在判断有关伊斯兰法的案件时，没有虑及宗教的敏感性[42]，他还形容，做出判决的法官为‘英殖民者喂养的鳄鱼’和‘失去宗教敏感及带着英国人脸孔的马来穆斯林’。该言论随后引来非议，彭亨公青团法律局指出，哈迪阿旺评论该判决时涉嫌藐视法庭，因此促总检察长依德鲁斯·哈伦采取法律行动[43]。前联邦法院法官哥巴斯里南也要求哈迪阿旺受到法律制裁[44][45][46]。
- 2021年4月26日，哈迪阿旺发表文告直称，反对紧急状态者是“政治极端分子”，他们的贪婪比宗教极端分子更糟糕，为了达成他们的政治议程而无视人命。他指出，这群人跟宗教极端分子相比，都应该被谴责，宗教极端分子进行爆炸袭击和杀害，所涉及的人员伤亡远比全球2019冠状病毒病（COVID-19）受害者人数少：“在马来西亚，有一些群体公然反对为了阻断COVID-19疫情而颁布的紧急状态，他们好像不在目前正与疫情对抗的地球上。”[47][48]。对此多个公民组织抨击哈迪阿旺的这番言论，并认为国盟政府声称为了遏制COVID-19疫情，颁布紧急状态的做法有违民主。净选盟2.0主席范平东指出，几乎所有公共或私人领域，包括学校都获准在紧急状态期间运作，唯独国会仍停摆[49]。
- 2021年8月25日，哈迪阿旺透过伊党喉舌《哈拉卡》发表声明捍卫塔利班的形象，称西方媒体利用塔利班早期强迫男人留胡子，不允许女人去上学和其他各种活动问题来诋毁伊斯兰教，并没有从整体上研究伊斯兰教的教义，而有关塔利班贩毒的消息，对于一个严守回教教义的团体来说，这是一个荒谬的消息。至于喀布尔机场的骚乱事件，哈迪阿旺称这是对曾经为美国的旧政权服务的团体的恐惧。即使塔利班政府宣布大赦，他们想通过成为懦夫来逃命。如今塔利班已把美国驱出阿富汗，并取下领导权，创造了历史。他也展示塔利班政权的好处，提到一名英国记者被塔利获释后，如何改信伊斯兰教[50]。性别平等联合行动联盟（JAG）强烈抨击哈迪阿旺捍卫塔利班的形象，应客观评论塔利班，尤其是妇女和女童在其残酷与不公的执法下所受到的影响[51]。
- 2022年8月20日，哈迪阿旺在面子书发文指责，多数“贪污根源”源自非土著和非穆斯林群体，这些人士追逐非法收益，破坏了国家政治和经济[52]。该言论引发了一连串风波[53]。
- 2024年2月20日哈迪阿旺在脸书撰文，提醒律师、法官、国会议员、州议员和马来统治者捍卫伊斯兰教结果引起雪兰莪苏丹沙拉弗丁的不满。沙拉弗丁怒斥哈迪阿旺的声明，不但质疑了联邦宪法，还对马来王室不敬，更可能导致穆斯林社群分裂。[54]2024年3月1日全国总警长拉沙鲁丁向《阳光日报》证实，警方已针对哈迪阿旺的声明开档调查，但考虑到哈迪阿旺的健康状况不佳，警方将在适当时间传召他录供。[55]之后定于三月五日传召哈迪阿旺录供。[56]

### 避谈一马公司丑闻课题
从2013年大选到截至2017年4月，哈迪阿旺仅在国会下议院提过一个马来西亚发展有限公司丑闻（1MDB）课题一次。人民公正党副主席拉菲兹对此认为伊斯兰党已掉入首相纳吉·阿都拉萨的陷阱，只顾355法令修正案的课题，而完全忽略其他重要的课题。

### 其他批评
- 2015年4月16日，前首相马哈迪·莫哈末在部落格撰文批评哈迪阿旺，讥讽后者不懂得管治州属，也没有治理州属的资格。他说：“哈迪阿旺说我不懂得伊斯兰教，所以我没资格谈伊斯兰刑事法。我也可以说哈迪阿旺不懂得行政，所以没资格管理州行政。”[58][59]。
- 2015年5月25日，民主行动党秘书长林冠英开炮哈迪阿旺，指他「人在民联，心在巫统」，因在刚过去的峇东埔补选中，哈迪阿旺未曾出现竞选拉票活动，更没公开表態支持旺阿兹莎[60]。
- 2016年5月26日，哈迪阿旺向国会提呈伊斯兰法修改案，引起包括华社在内的各族裔人士的强烈反弹[61]。林冠英认为哈迪阿旺在国会提呈的伊斯兰刑事法案已违反联邦宪法[62]。马华公会前总会长林良实也认为在多元种族社会落实伊刑法是个错误，各族必须互相尊重彼此的看法及理念[63]。
- 2017年7月6日，民主行动党国会领袖林吉祥揶揄哈迪阿旺已成一个马来西亚发展有限公司丑闻的首席捍衛者，因在开斋节前夕哈迪阿旺向所有政党发出公开信要求减少因1MDB丑闻而攻击首相纳吉·阿都拉萨[64]。
- 2017年11月，沙特阿拉伯等四国发表联合声明，公布一份宣称是资助与恐怖主义有关的个人和组织名单，哈迪阿旺被列为恐怖主义资助者之一。马来西亚全国总警长弗兹表示对该名单知情，并表明武吉阿曼警方会继续观察事态的发展，而伊斯兰党署理主席端依布拉欣端曼则批评名单毫无根据，多为阴谋论[65]。
- 2018年1月3日，时任希望联盟名誉主席兼土著团结党领袖马哈迪·莫哈末在布城首要领导基金会召开记者会时批评哈迪阿旺与巫统合作，称哈迪阿旺过去曾形容巫统是异教徒，但是如今与巫统合作，那么他也成为了异教徒[66]。对此，哈迪阿旺对媒体表示，他选择原谅马哈迪，毕竟马哈迪年事已高[67][68]。

## 个人生活
2021年2月15日，哈迪阿旺因呼吸困难，而被送入院接受治疗。2月19日，哈迪阿旺康复出院。3月14日，哈迪阿旺在贞德灵卫生诊所注射2019冠状病毒病疫苗。

## 个人观点

### 国家领袖必须是穆斯林
2021年1月9日，哈迪阿旺在推特发贴称，国家领袖必须是穆斯林，而马来人在马来西亚是信奉伊斯兰教最大的群体，因此领袖自然出自马来人：“从伊斯兰领导的角度出发，马来人是信奉伊斯兰教的最大族群，最多人信奉伊斯兰教，因此国家领袖必须来自马来人族群。”

## 选举成绩
| 年份 | 选区             | 候选人 | 候选人               | 得票数 | 得票率 | 竞选对手                        | 竞选对手                  | 得票数 | 得票率 | 总票数  | 多数票 | 投票率 |
| ---- | ---------------- | ------ | -------------------- | ------ | ------ | ------------------------------- | ------------------------- | ------ | ------ | ------- | ------ | ------ |
| 1982 | 登嘉樓 P036 龙运 |        | 哈迪阿旺（回教党）   | 10,172 | 42.46% |                                 | Awang Abdul Jabar（巫统） | 13,447 | 56.13% | 24,789  | 3,275  | 79.79% |
| 1982 | 登嘉樓 P036 龙运 |        | 哈迪阿旺（回教党）   | 10,172 | 42.46% | Abdul Hamid Embong（人民党）    | 337                       | 1.41%  |        | 24,789  | 3,275  | 79.79% |
| 1986 | 登嘉樓 P034 马江 |        | 哈迪阿旺（回教党）   | 13,015 | 48.80% |                                 | 阿都拉曼巴卡（巫统）      | 13,654 | 51.20% | 27,433  | 639    | 82.61% |
| 1990 | 登嘉樓 P034 马江 |        | 哈迪阿旺（回教党）   | 17,736 | 49.98% |                                 | 阿都拉曼巴卡（巫统）      | 17,575 | 49.53% | 36,172  | 161    | 84.70% |
| 1990 | 登嘉樓 P034 马江 |        | 哈迪阿旺（回教党）   | 17,736 | 49.98% | Wan Deraman Wan Nik（独立人士） | 176                       | 0.50%  |        | 36,172  | 161    | 84.70% |
| 1995 | 登嘉樓 P037 马江 |        | 哈迪阿旺（回教党）   | 21,945 | 51.03% |                                 | 阿都拉曼巴卡（巫统）      | 21,063 | 48.97% | 44,212  | 882    | 81.69% |
| 1999 | 登嘉樓 P037 马江 |        | 哈迪阿旺（回教党）   | 30,183 | 63.18% |                                 | Muda Mamat（巫统）        | 17,483 | 36.60% | 48,611  | 12,700 | 83.05% |
| 2004 | 登嘉樓 P037 马江 |        | 哈迪阿旺（回教党）   | 27,913 | 49.56% |                                 | 阿都拉曼巴卡（巫统）      | 28,076 | 49.85% | 57,186  | 163    | 88.84% |
| 2008 | 登嘉樓 P037 马江 |        | 哈迪阿旺（回教党）   | 33,435 | 52.08% |                                 | 阿末兰兹朱比尔（巫统）    | 30,688 | 47.80% | 65,008  | 2,747  | 86.89% |
| 2013 | 登嘉樓 P037 马江 |        | 哈迪阿旺（伊斯兰党） | 42,984 | 53.04% |                                 | 耶哈雅卡迪（巫统）        | 37,860 | 46.72% | 81,836  | 5,124  | 90.13% |
| 2018 | 登嘉樓 P037 马江 |        | 哈迪阿旺（伊斯兰党） | 53,749 | 59.27% |                                 | 莫哈末诺恩都（巫统）      | 31,795 | 35.06% | 92,046  | 21,954 | 87.75% |
| 2018 | 登嘉樓 P037 马江 |        | 哈迪阿旺（伊斯兰党） | 53,749 | 59.27% | 扎拉威苏隆（国家诚信党）        | 5,138                     | 5.67%  |        | 92,046  | 21,954 | 87.75% |
| 2022 | 登嘉樓 P037 马江 |        | 哈迪阿旺（伊斯兰党） | 73,115 | 67.04% |                                 | 贾斯米拉奥斯曼（巫统）    | 31,386 | 28.78% | 110,312 | 41,729 | 82.78% |
| 2022 | 登嘉樓 P037 马江 |        | 哈迪阿旺（伊斯兰党） | 73,115 | 67.04% | 阿兹哈阿都苏古（国家诚信党）    | 4,140                     | 3.80%  |        | 110,312 | 41,729 | 82.78% |
| 2022 | 登嘉樓 P037 马江 |        | 哈迪阿旺（伊斯兰党） | 73,115 | 67.04% | 扎拉维苏隆（土著权威党）        | 427                       | 0.39%  |        | 110,312 | 41,729 | 82.78% |

| 年份 | 选区       | 候选人 | 候选人               | 得票数 | 得票率 | 竞选对手 | 竞选对手                              | 得票数 | 得票率 | 总票数 | 多数票 | 投票率 |
| ---- | ---------- | ------ | -------------------- | ------ | ------ | -------- | ------------------------------------- | ------ | ------ | ------ | ------ | ------ |
| 1978 | N21 马江   |        | 哈迪阿旺（回教党）   | 2,618  |        |          | Tengku Zahid Musa（巫统）             | 2,686  |        | 7,142  | 68     |        |
| 1982 | N21 马江   |        | 哈迪阿旺（回教党）   | 3,606  |        |          | Tengku Zahid Musa（巫统）             | 3,473  |        | 7,251  | 133    | 85.33% |
| 1986 | N19 鲁仁当 |        | 哈迪阿旺（回教党）   | 3,470  | 54.14% |          | Abdul Latif Muda（巫统）              | 2,939  | 45.86% | 6,567  | 531    | 82.68% |
| 1990 | N19 鲁仁当 |        | 哈迪阿旺（回教党）   | 4,750  | 54.93% |          | Abdul Latif Muda（巫统）              | 3,897  | 45.07% | 8,799  | 853    | 83.54% |
| 1995 | N19 鲁仁当 |        | 哈迪阿旺（回教党）   | 6,285  | 56.24% |          | Abu Bakar Othman（巫统）              | 4,891  | 43.76% | 11,348 | 1,394  | 80.73% |
| 1999 | N19 鲁仁当 |        | 哈迪阿旺（回教党）   | 7,881  | 66.02% |          | Tengku Zainuddin Tengku Zahid（巫统） | 4,038  | 33.83% | 12,125 | 3,843  | 81.37% |
| 2004 | N19 鲁仁当 |        | 哈迪阿旺（回教党）   | 7,736  | 54.06% |          | Tengku Zainuddin Tengku Zahid（巫统） | 6,301  | 44.04% | 14,446 | 1,435  | 89.38% |
| 2008 | N19 鲁仁当 |        | 哈迪阿旺（回教党）   | 9,379  | 58.36% |          | Razali Idris（巫统）                  | 6,693  | 41.64% | 16,209 | 2,686  | 86.23% |
| 2013 | N19 鲁仁当 |        | 哈迪阿旺（伊斯兰党） | 11,468 | 56.83% |          | 聂迪尔聂旺姑（巫统）                  | 8,649  | 42.86% | 20,347 | 2,819  | 89.78% |